# 帕克西奧基山
16°49′7″S 70°10′57″W / 16.81861°S 70.18250°W
帕克西奧基山（Paxsi Awki），是秘魯的山峰，位於該國南部莫克瓜大區的涅托元帥省和塔克納大區的坎達拉韋省，屬於安第斯山脈的一部分，海拔高度5,344米。